# Askov Sogn
Askov Sogn ist ein dänisches Kirchspiel (dän.: Sogn) in Süderjütland. Es entstand 1986 durch Abspaltung aus Malt Sogn.
Malt Sogn hatte bis 1970 zur Harde Malt Herred in Ribe Amt gehört. Beide lagen seit 1970 in der Kommune Vejen im erweiterten Ribe Amt. Seit 2007 liegt Askov Sogn in der vergrößerten Kommune Vejen, Region Syddanmark.
In Askov Sogn leben 3013 Einwohner, davon 1856 im Dorf Askov (Stand:1. Januar 2023). Hier liegt die Kirche von Askov.
Nachbargemeinden sind im Westen Malt Sogn und im Osten Vejen Sogn.
Im Jahr 1844 eröffnete der Theologe Grundtvig in Rødding die erste europäische Heimvolkshochschule, die 1865 infolge des Deutsch-Dänischen Krieges nach Askov, nördlich der neuen Staatsgrenze, verlegt wurde. Absolvent der Schule in Askov war u. a. der Schriftsteller Martin Andersen Nexø.